# Wikibooks
Wikibooks, inizialmente chiamato Wikimedia Free Textbook Project e Wikimedia-Textbooks, è un progetto multilingue per la raccolta di e-book dal contenuto didattico e disponibili con licenza libera, come libri di testo, manuali e libri commentati.

## Descrizione
Avviato il 10 luglio 2003, a luglio 2025 contava più di 18 800 moduli per oltre 650 libri nella versione in lingua italiana. Il più grande Wikibooks è in lingua inglese con 98 000 moduli nello stesso periodo.
Il progetto è stato attivato in seguito a una richiesta del wikipediano Karl Wick per avere un luogo dove iniziare a costruire dei libri di testo open content, ad esempio per la chimica organica o per la fisica, al fine di ridurre i costi ed altre limitazioni inerenti ai materiali di apprendimento.
I contenuti del sito sono disponibili con licenza CC BY-SA e, per compatibilità, anche con licenza GFDL. I diritti d'autore sui contributi appartengono ai rispettivi creatori, e la licenza copyleft garantisce che i contenuti rimarranno sempre liberamente distribuibili e riproducibili.

## Wikibooks e Wikiversità
Su alcune edizioni di Wikibooks (italiano, inglese, tedesco, spagnolo, francese) era stato attivato il portale Wikiversity, un ambiente di apprendimento aperto e una comunità di ricerca, che si è successivamente separato divenendo un progetto a parte: Wikiversità.

## Wikibooks e Wikisource
La principale differenza tra Wikibooks e Wikisource è che il primo ha lo scopo di redigere libri, manuali, testi commentati scritti ex novo, mentre Wikisource si occupa di digitalizzare testi già editi precedentemente su carta.
Lo scopo di Wikibooks è preparare libri con finalità didattica, in modo da essere utili a chiunque per l'insegnamento, lo studio, l'autoapprendimento, o la semplice voglia di sapere di più.
Siccome questi libri sono scritti in maniera assolutamente volontaria e libera da vincoli, i testi sono dinamici, tenuti in costante aggiornamento con l'aiuto di tutta la comunità, composta da utenti registrati e non. Su Wikisource, invece, gli utenti costruiscono una versione digitale che sia quanto più possibile fedele all'originale: pertanto, una volta raggiunta l'identità tra versione digitale e cartacea, il libro viene giudicato completo.